# Walters (Oklahoma)
Walters è un comune degli Stati Uniti d'America, situato in Oklahoma, nella contea di Cotton.
Nel 1908 vi nacque l'attore Van Heflin.